# Санниковский сельсовет (Московская область)
Санниковский сельсовет — упразднённая административно-территориальная единица, существовавшая на территории Московской губернии и Московской области до 1939 года.
Санниковский сельсовет был образован в первые годы советской власти. В 1919 году Санниковский с/с входил в Еремеевскую волость Звенигородского уезда Московской губернии.
14 января 1921 года Еремеевская волость была передана в Воскресенский уезд.
В 1924 году Санниковский с/с был присоединён к Макрушинскому с/с, но уже в 1925 году он был выделен обратно.
В 1926 году Санниковский с/с был упразднён путём объединения с Манихинским с/с в новый Павловский с/с., но уже в 1927 году был вторично восстановлен.
В 1929 году Санниковский с/с был отнесён к Воскресенскому району Московского округа Московской области, при этом к нему был присоединён Качабровский с/с.
30 октября 1930 года Воскресенский район был переименован в Истринский район.
17 июля 1939 года Санниковский сельсовет был упразднён. При этом селение Качаброво был передано в Макрушинский с/с, а селения Санниково, Троицкий посёлок, станция Манихино, отделение совхоза «Большевик» и посёлок карьера № 54 — в Павло-Лужецкий с/с.